# Ладино (Псковская область)
Ладино́ — деревня в Новоржевском районе Псковской области. Входит в состав Жадрицкой волости.
Расположена в 24 км к юго-западу от райцентра, города Новоржев, и в 8 км к юго-западу от волостного центра, деревни Жадрицы.

## Известные жители
Здесь, в своём родовом имении, последние годы жизни жил генерал-аншеф К. Б. Бороздин.
В 2000-х годах в деревне проживала оппозиционный политик Марина Салье.

## Население
| 2001 | 2002 | 2010 |
| ---- | ---- | ---- |
| 60   | ↘51  | ↘17  |

Численность населения деревни по состоянию на 2000 год составляла 60 жителей.